# Receptor Sigma-1
El Receptor Sigma-1(σ1R) és un subtipus del receptor sigma amb activitat xaperona al reticle endoplasmàtic i que modula la senyalització del Ca2+ a través del receptor IP3. En humans, el receptor σ1 és codificat pel gen SIGMAR1.
El receptor σ1 és una proteïna integral de membrana que s'expressa en diferents teixits, tant a nivell perifèric, com en certes regions del sistema nerviós central. A causa d'aquesta àmplia distribució, se l'associa amb un gran ventall de processos fisiològics i diferents patologies, com ara les cardiovasculars, l'esquizofrènia i la depressió clínica. També està implicada en els efectes que es deriven de l'abús de la cocaïna i se l'ha implicat igualment en el càncer. Tanmateix, la seva localització en el sistema nerviós central juntament amb la seva interacció amb diverses proteïnes implicades en la senyalització del dolor fa que tingui un paper clau en la transmissió i amplificació dels senyals nociceptius, havent-se proposat els antagonistes del receptor σ1 com a possibles tractaments del dolor neuropàtic.
Es coneixen centenars de compostos sintètics amb afinitat farmacològica pel receptor σ1 i s'han postulat diferents molècules com a lligands endògens que activen el receptor, com ara algunes amines triptaminèrgiques, alguns esfingolípids, i determinats esteroides neuroactius com la pregnenolona i la dehidroepiandrosterona. Sembla també que la progesterona podria actuar com a antagonista del receptor.

## Estructura i localització

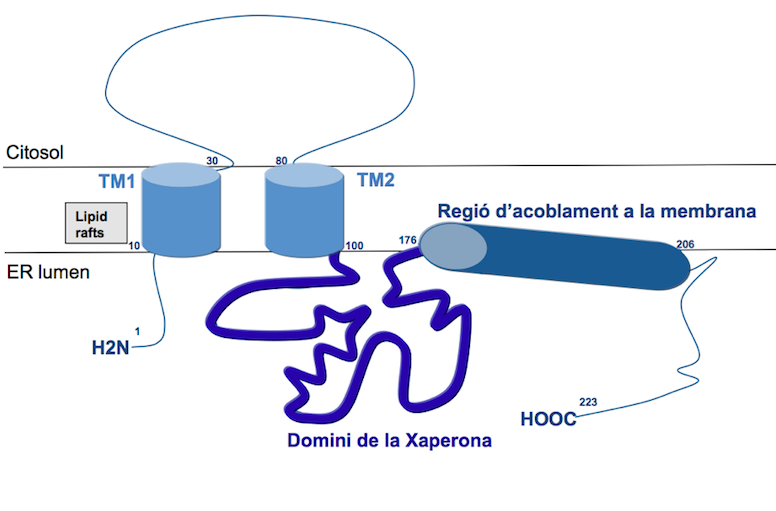
Estructura del Receptor Sigma-1 i disposició a la membrana del Reticle Endoplasmàtic.

La clonació del σ1R va permetre identificar una proteïna, codificada pel gen SIGMAR1, de massa molecular 24kDa i composta per 223 aminoàcids. La seqüència del receptor σ1 no presenta homologia amb cap proteïna de mamífer i curiosament, la proteïna més propera, amb un 30% d'identitat i un 69% de similitud, és l'esterol C8-C7 isomerasa del llevat.
El receptor σ1 està ancorat al reticle endoplasmàtic i, en menor proporció, a les membranes plasmàtiques. Tal com es descriu posteriorment, aquesta localització el permet actuar com a xaperona de diferents proteïnes del reticle, especialment en les regions en contacte amb el mitocondri (MAM) o bé traslocar-se a la membrana plasmàtica, per tal de regular diverses cinases, canals iònics i receptors acoblats a proteïnes G. El receptor es troba en clusters molt condensats i enriquits amb colesterol i altres substàncies lipídiques, tant en la membrana com al reticle.
L'estructura del receptor σ1 es va postular a partir d'estudis d'immunohistoquímica i mutagènesi, ja que no se'n coneix cap estructura cristalina. Es postula que presenta dos dominis transmembrana amb els fragments N-terminal i C-terminals a la part del lumen del reticle endoplasmàtic i un loop citosòlic (residus Leu30 a Gln 80). En l'extrem C–terminal es troben els llocs d'unió a lligands i a les proteïnes amb les quals el σ1R interactua, és a dir, el domini xaperona. En el fragment C-terminal també es troba una regió d'unió a la membrana i dues regions que presenten gran homologia amb les regions que s'uneixen al colesterol en les esterol isomerases, anomenades regions “sterol-binding-domain like (SBDL)”. Aquestes zones d'elevada hidrofobicitat expliquen que la majoria dels lligands del receptor σ1 presenten propietats hidròfobiques o amfipàtiques. Estudis de mutagènesi han indicat que els aminoàcids Asp126 i Glu172 són claus per a la unió de l'haloperidol, un dels lligands prototip del receptor σ1 i, per tant, formen part del seu lloc d'unió. Aquests estudis s'han utilitzat en la generació d'alguns models tridimensionals d'homologia per a l'estructura del receptor σ1.
Aquest receptor es troba àmpliament repartit per òrgans perifèrics del sistema nerviós central involucrats en la memòria, les emocions i les funcions tant motores com sensitives. Concretament, es troba en les capes superficials de la banya dorsal, la substància grisa periaqüeductal, el locus ceruli i la medul·la rostroventral.

## Història
El σ1R va ser descobert fa 35 anys. Inicialment va ser reconegut com un nou receptor del subtipus de la família dels opioides, basat en les accions de (+/-)-SKF-10,047 i altres benzomorfans. Tot i això, estudis posteriors van revelar que un enantiomer, (-)-SKF-10,047, era el responsable de les accions opiàcies del racèmic, mentre que l'altre, (+)-SKF-10,047, es lligava amb gran afinitat a una altra proteïna diferent la qual conservà el nom de Receptor Sigma (σR). Aquests fets i moltes altres qüestions relacionades amb el primer desenvolupament dels lligands del σR han estat cobertes per una revisió recent.
A prinpis dels 1990 la identificació del tritiated DTG com un radiolligand va ser clau per la diferenciació de dos diferents subtipus de receptor, σ1 i σ2, basant-se en la seva mida i selectius patrons farmacològics. Un parent benzomorf, la (+)-pentazocina, va ser identificada com un lligand altament selectiu pel σ1R i així va ser establert com el radiolligand pels assajos amb σ1R. Els estudis electrofisiològics posteriors van indicar que els lligands poden actuar de manera agonista o antagonista, tot i que les conclusions van ser sovint dubtoses per la natura no-selectiva dels components estudiats, els quals a vegades mostraven funcions oposades per a cada subtipus de σR. Al llarg dels anys, la selectivitat i el perfil funcional de molts dels primers lligands de σR ha estat clarificada i recentment resumida. De tota manera, l'avaluació del comportament funcional encara és especialment difícil a causa de diverses raons: 
1. El σR exerceix una acció modulatòria en comptes d'un efecte directe, mitjançant la regulació de la funció d'una varietat de proteïnes, inclosos receptors, canals iònics i sistemes de senyalització, la qual cosa dificulta l'avaluació de lligands.
2. Les condicions d'assaig i lectures utilitzades influeixen en el resultat, i alguns composts, identificats com a agonistes utilitzant una lectura específica, actuen com a antagonistes usant-ne una altra de diferent.
3. Alguns lligands del σR no mostren les clàssiques corbes de resposta a les dosis específiques, sinó que sovint presenten comportaments diferents a dosis diferents, la qual cosa és deguda potencialment a la manca de selectivitat de molts dels lligands del σ1R en l'actual literatura científica.

Tot i així, recents descobertes defensen que aquesta limitació pot ser superada en el futur pròxim. El següent pas important després de la identificació de dos tipus de σR va ser la clonació del σ1R d'un fetge, la qual cosa va fer més fàcil el camí per la recerca de lligands del σ1R selectius. Els recents progressos en recerca referents a l'ús dels antagonistes del σ1R com a tractaments de diferents condicions de dolor, revelarà com n'és de rellevant l'activitat d'aquests.

## Activitat biològica

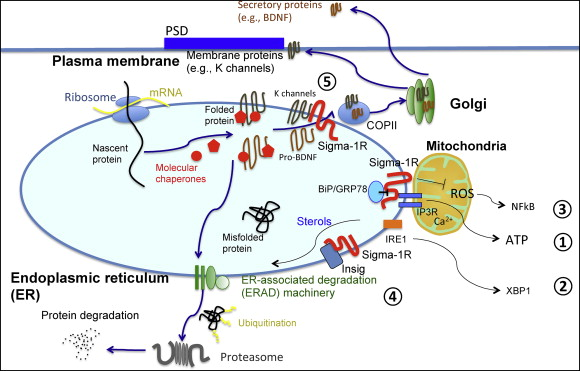
A l'anterior imatge s'observen els dos dominis del σ_{1}R localitzats a la membrana del reticle endoplasmàtic i a la membrana dels mitocondris. La figura mostra diferents activitats que realitza σ_{1}R. 1:σ_{1}R està associat amb BiP, que estabilitza els receptors de tipus IP3R a la MAM, regulant el flux de Ca^{2+} a dins del mitocondri, induint a la producció d'ATP. 2:σ_{1}R estabilitza l'estrès cel·lular d'IRE1 a la MAM, induint a una prolongació del senyal de supervivència de la cèl·lula (IRE1-XBP1). 3:σ_{1}R suprimeix i controla la formació d'oxigen reactiu (ROS), amb la seguida activació de senyal NFkB. 4:Esterols, com 25-hidroxicolesterol, promouen l'associació de σ_{1}R amb Insig-1, perquè la col·laboració d'ambdós reguli la degradació de la maquinària ERAD al reticle endoplasmàtic. 5:σ_{1}R regulen el tràfic de K^{+} a través de canals des del reticle endoplasmàtic fins a la membrana plasmàtica, i la secreció de BDNF.

El fet que el σ1R no comparteixi homologia amb cap proteïna de mamífers, dificulta la predicció de la seva funció molecular a partir de la seqüència d'aminoàcids. No obstant això, gràcies a estudis de localització subcel·lular, estudis de purificació de proteïnes, estudis d'acoblament d'identificació de proteïnes i assajos d'activitat de la proteïna in vitro, es comença a revelar l'activitat molecular del receptor σ1.
- Al Reticle Endoplasmàtic: L'extrem C-terminal del receptor σ1 posseeix activitat xaperona i estabilitza algunes proteïnes del reticle endoplasmàtic per tal de regular la seva funció. En les zones associades a la interfase amb els mitocondris, els σ1R, amb l'ajuda dels seus agonistes, es poden dissociar d'una altra xaperona a la que estan normalment units, la xaperona-BiP (Binding Immunoglobulin Protein) per conduir a l'estabilització d'una sèrie de proteïnes que acaben amb un augment de la senyalització de Ca2+ i un augment de producció de ATP a la cel·lula.[17]
- A la membrana plasmàtica: Mitjançant elevades concentracions d'agonistes o en situacions d'estrès cel·lular, el σ1R és translocat a la membrana plasmàtica, on estimula la fosfolipasa C perquè hidrolitzi el fosfatidilinositol 4,5-bifosfat, i aquest produeixi diacilglicerol i IP₃. Aquest s'acobla al receptor IP3 del reticle endoplasmàtic i promou el flux de calci cap al citoplasma. L'activació del receptor σ1 també afavoreix la fosforilació del receptor NMDA i de dues proteïnes cinases. A més, el receptor σ1 interacciona físicament amb complexos de proteïnes G i canals iònics, com els canals de potassi, i els receptors de dopamina D1 i opioides μ. A la membrana, el receptor σ1 també incrementa l'activitat de la nitric oxid sintasa (nNOS), que intervé en la fosforilació de la subunitat NR1 del receptor NMDA.[27]

En el cas del dolor, trobem tota una sèrie d'evidències que impliquen els receptors σ1:
- Sota de les condicions fisiològiques d'absència d'estrès, el σ1 no altera els llindars sensorials ni nociceptius (de la percepció del dolor) però pot fer que la resposta dels agonistes opioides es vegi reduïda.[12][28]
- En condicions de basicitat, els σ1 es troben als MAMs units a la proteïna xaperona BIP (Binding Immunoglobulin Protein) mitjançant anquirines, uns adaptadors de proteïnes que intervenen en la unió de les proteïnes integrals de membrana al citoesquelet de membrana. Quan les condicions són d'estrès cel·lular, els Receptors σ1 es dissocien de les BIP i les anquirines. Un cop dissociats poden unir-se als receptors IP3, cosa que impedeix la degradació d'aquest i incrementa el flux de calci al mitocondri. Altrament, poden migrar per tot el reticle endoplasmàtic des dels MAMs a les membranes plasmàtiques i a l'embolcall nuclear, interaccionant amb múltiples canals iònics com el del sodi i el del potassi, canals iònics activats per lligands, cinases i receptors acoblats a proteïnes G.[29] Això resulta en una resposta pronociceptiva general que condueix a la nocicepció, la percepció del dolor. Aquesta resposta es dona potenciant la neurotransmissió glutamèrgica a través de receptors NMDA, esmorteint la repolarització mitjançant canals de potassi i activant diverses cinases, entre d'altres.[30]
- Els σ1R modulen directament i indirecta els canals ionics dependents de voltatge, bloquejant l'influx de calci per la membrana plasmàtica. L'influx de calci a través d'aquests canals es tradueix en una lesió neuropàtica.[31] Els corrents reduïts suprimeixen petits canals de potassi que s'activen pel calci (SK) (inactivació indirecta), els quals normalment filtren impulsos d'alta freqüència de neurotransmissió a través de neurones sensorials. La pèrdua dels canals SK amb lesió neuropàtica incrementa l'excitabilitat de la membrana, altera els intervals interpics (ISIs) dels polsos elèctrics i la freqüència d'alteració, donant com a resultat un augment de l'alliberament de neurotransmissors.[32] A més, la disminució de l'activitat dels SK incrementa la plasticitat sinàptica.

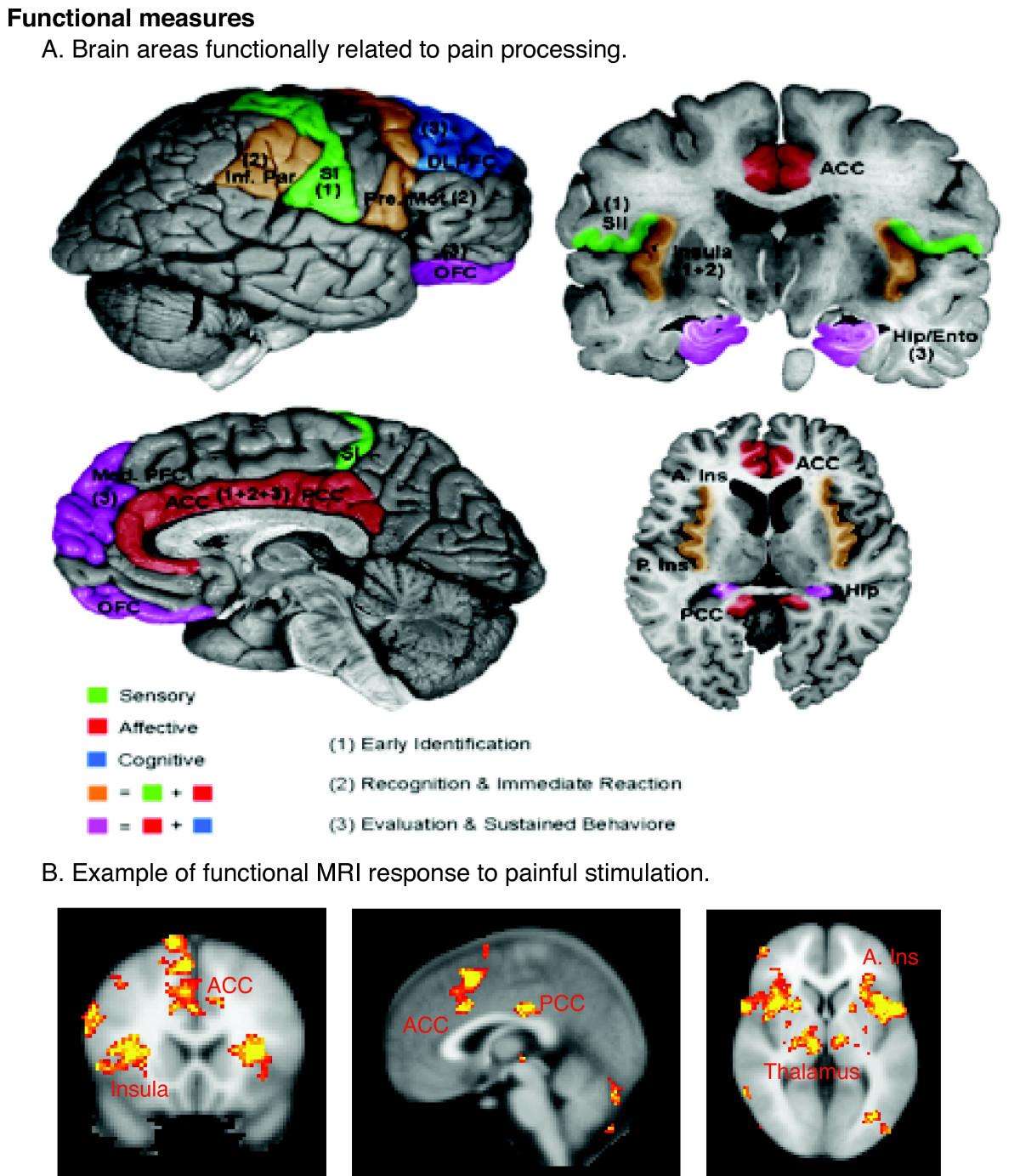
Esquema de les àrees del còrtex involucrades en la senyalització del dolor.

- Esquema de les àrees del còrtex involucrades en la senyalització del dolor.Els receptors σ1 modulen cap a nivells inferiors els corrents dels canals de sodi.[33] Els agonistes del receptor com ara el sulfat de dehidroepiandosterona (DHEAS) inhibeixen els corrents de sodi mitjançant l'activació de la proteïna cinasa C (PKC).[34] Els receptors també inactiven directament els canals de potassi, fet que retarda la repolarització de la membrana; també redueixen l'accessibilitat d'aquests canals i retarden la seva recuperació a més de disminuir el trànsit a les subunitats dels canals de potassi a les membranes plasmàtiques. El resultat final és una disminució accelerada del corrent i el retard en la repolarització, cosa que manté les neurones en un estat activat.
- Els σ1R potencien l'activitat dels ASICs (acid-sensing ion channel)[35][36] i dels receptors NMDA (neurotransmissors que actuen com a components prioritaris en la plasticitat neuronal i la memòria). Hi ha moltes formes per les quals els receptors σ1 poden augmentar l'activitat del receptor NMDA, per exemple, promovent la traducció de l'ARN missatger del receptor NMDA o a través de cinases.[37] Els Receptors σ1 activen múltiples cinases incloent-hi la proteïna cinasa A (PKA), que activa els receptors de dopamina (D1), fet que provoca un augment de la força dels impulsos nerviosos al llarg de les vies que s'han utilitzat amb anterioritat, en aquest cas a llarg termini. També activen cinases de la família Src, que activen els receptors NMDA i generen espècies d'oxigen reactives (ROS), que al seu torn causen neuroinflamació.[38]
- El receptor σ1 interacciona directament amb els receptors acoblats a proteïnes G formant dímers i heterodímers que milloren (en el cas de la dopamina) o disminueixen (en el cas de l'opioide) les respostes. Els efectes causats per aquestes interaccions van des de la potenciació dels efectes gratificants que poden tenir la cocaïna i la metamfetamina,[39] fins a millorar l'antinocicepció induïda pels opioides.

## Ratolí knockout
El 2009 es va desenvolupar un ratolí knockout pel receptor σ1, que curiosament no va mostrar un fenotip obvi. Aquest model va mostrar que l'agonista σ1 (+)-SKF-10,047 no produïa la resposta locomotora que indueix en presència del receptor. El ratolí knockout també va ser clau per mostrar la implicació del σ1R en dolor. Mentre que les respostes a estímuls mecànics o tèrmics són iguals que en els ratolins wild-type, els ratolins knockout mostren molta més resistència al dolor quan la hipersensitivitat entra en joc. Els ratolins mostren una remarcable reducció de la hipersensitivitat mecànica induïda per capsaicina, del dolor induït per formalina, de la hipersensibilitat induïda per la lligadura parcial del nervi ciàtic o del dolor induït per paclitaxel.

## Rellevancia clínica
Pel fet de tenir un ampli espectre d'efectes modulatoris en el sistema nerviós central, hi ha un gran nombre d'aplicacions terapèutiques de fàrmacs que poden interaccionar amb aquest receptor. En realitat, els lligands del σ1R no tenen cap efecte en si, sinó que modulen la senyalització de diferents vies que s'activen sota situacions patològiques. És per això que es postulen pel tractament de malalties.
Als anys 90, diferents compostos van arribar a la Fase Clínica II pel tractament de trastorns neuropsiquiàtrics, però cap d'ells va superar la fase III. Per exemple es poden comentar els casos de la igmesina o la siramesina, que van ésser estudiades per tractaments de trastorns depressius o d'ansietat i fins i tot per esquizofrènia, però que van haver de ser deixats de banda perquè o tenien poca selectivitat o tenien més afinitat pel σ2 que pel σ1.
Actualment hi ha tres lligands de l'σ1 en fase clínica, un d'antagonista i dos d'agonistes. La cutamesina va entrar a la Fase Clínica II per al tractament de la depressió i per la recuperació després d'un accident cerebrovascular, i l'Anavex 2-73, està essent explorat com a neuroprotector pel tractament de l'Alzheimer. Pel que fa als antagonistes, el compost E-52862 (S1RA) està sent explorat en Fase Clínica II per al tractament de diversos tipus de dolor neuropàtic.
A nivell preclícinic, alguns agonistes del σ1R van sent explorats pel tractament d'altres trastorns del sistema nerviós central, fins i tot per l'esclerosis lateral amiotròfica, des que s'ha trobat que la funció motora i la supervivència milloren en rates amb aquesta malaltia després del tractament amb PRE-084. També altres camps com el de la cardioprotecció han estat suggerits recentment.
De tota manera, encara no se sap, a causa de la gran varietat de potencials usos terapèutics, si el tractament amb un lligand del σ1R en particular (agonista o antagonista) podria ser contraindicat en pacients que pateixen altres patologies coexistens. Aquest és sempre un tema important quan les molècules que intervenen en un nou mecanisme d'acció estan a punt de ser implantades per l'aplicació clínica.

## Lligands del Receptor Sigma-1
Els lligands sigma més representatius, tenint en compte la seva utilització com a eines farmacològiques o el seu grau de desenvolupament, són els següents:
- Agonistes

1. Amitriptilina
2. Anavex 2-72
3. Cutamesina
4. Dextrometorfà
5. Dimetiltryptamina
6. Fluvoxamina
7. Igmesina
8. (+)-Pentazozina
9. PRE-084
10. Sertralina
11. Siramesina

- Antagonistes

1. BD-1047
2. BD-1062
3. E-52862 (S1RA)
4. Eliprodil
5. Haloperidol
6. NE-100
7. Panamesina
8. Rimcazole

## Línies d'investigació actuals referents al Receptor Sigma-1
Les possibles funcions del σ1 són múltiples, però desafortunadament la gran majoria de vies d'actuació d'aquest i la seva modulació per lligands endogènics encara romanen desconegudes.
No s'ha cristal·litzat el receptor, i tot i que s'han identificat diferents zones d'ancoratge de diferents lligands. La majoria d'ells responen a simples farmocòfers (subestructures tridimensionals d'una molècula que transporta la característica essencial responsable de l'activitat biològica del fàrmac), que consisteixen d'un àtom de nitrogen positiu ionitable i d'un grup aromàtic a certa distància. Tot i aquesta simplicitat, el disseny de lligands del σ1 que puguin ser útils en l'àmbit terapèutic es veu complicat per:
- L'alta lipofília de la seva zona d'ancoratge
- La superposició del sigma-1 amb molts altres sistemes de receptors (per exemple, receptors monoaminèrgics ci transportadors) i algunes proteïnes
- La localització intracel·lular del receptor, bàsicament en membranes intracel·lulars
- La manca d'assajos verídics amb rendiments adequats per conduir programes de química mèdica

Com a resultat, lligands no selectius del σ1 amb perfils no òptims han estat usats per estudiar el rol dut a terme per aquesta proteïna en diferents teràpies. Només recentment, eines més selectives han estat disponibles per l'avaluació del potencial real del σ1 pel que fa a objectius terapèutics. Està previst que els últims estudis sobre l'estructura del receptor sigma-1 i la disponibilitat de models in silico de connexió ajudaran a avançar en el disseny de la millora dels lligands del receptor.
Avui en dia, està augmentant l'evidència que refereix que en el sistema nerviós central, el σ1 exerceix una acció pronociceptiva a través de regulació de diferents canals, els quals són dels més eficients guiant en temes relacionats amb dolors i amplificació de missatges nociceptius. De manera interessant, bloquejar el σ1 no resulta en un efecte purament analgèsic, ja que els llindars de sensibilitat mecànics i tèrmics normals no es modifiquen.
A més a més, s'ha observat que els antagonistes del σ1 poden potenciar l'analgèsia opioide però no potencien els efeces adversos d'aquests (alguns efectes opioides fins i tot disminueixen), la qual cosa suggereix que una aplicació d'aquests pot ser una bona teràpida. La seva eficàcia en revertir diverses conductes neuropàtiques relacionades amb el dolor, entre molts altres models de dolor, han suggerit que els antagonistes del σ1 poden tenir una gran varietat de potencial pel tractament de diferents tipus de dolor i dels seus símotomes associats. El pròxim pas clau en la investigació dels antagonistes del σ1 com a útils agents terapèutics serà la demostració que els prometedors resultats generats en models preclínics de dolor es tradueixen en els éssers humans.